# Löningen
Löningen – miasto w Niemczech w kraju związkowym Dolna Saksonia, w powiecie Cloppenburg. W 2022 roku liczyło 13 801 mieszkańców.

## Współpraca
Miejscowość partnerska:
- Wittenburg, Meklemburgia-Pomorze Przednie